# Gare de Ningbo
La gare de Ningbo est une gare ferroviaire chinoise située dans la ville-préfecture Ningbo, province du Zhejiang, à l'Est de la Chine. Elle a été construite initialement en 1959.

## Situation ferroviaire
- LGV Ningbo - Taizhou - Wenzhou également appelée ligne YongTaiWen (chinois : 甬台温铁路).